# Ironman Hawaï 1985
De Ironman Hawaï 1985 is een triatlonwedstrijd, die wordt beschouwd als het wereldkampioenschap triatlon voor de Ironman Afstand (3,86 km zwemmen - 180,2 km fietsen - 42,195 km hardlopen). Deze negende editie van de Ironman Hawaï vond plaats op zaterdag 26 oktober 1985. Er werd gestart op het eiland Hawaï in Kailua-Kona.
De wedstrijd bij de mannen werd ditmaal gewonnen door de Amerikaan Scott Tinley in een tijd van 8:50.54. Bij de vorige drie edities moest hij genoegen nemen met een tweede plaats achter Dave Scott. Bij de vrouwen trok de Amerikaanse Joanne Ernst aan het langste eind en won de wedstrijd in 10:25.22.

## Mannen
| rang   | naam              | land | totaaltijd | zwemmen | fietsen | lopen   |
| ------ | ----------------- | ---- | ---------- | ------- | ------- | ------- |
| Goud   | Scott Tinley      | USA  | 8:50.54    | 0:55.13 | 4:54.07 | 3:01.33 |
| Zilver | Chris Hinshaw     | USA  | 9:16.40    | 0:49.53 | 4:57.50 | 3:28.56 |
| Brons  | Carl Kupferschmid | SUI  | 9:26.32    | 1:11.47 | 5:10.35 | 3:04.09 |
| 4      | Hannes Blaschke   | FRG  | 9:32.15    | 1:03.24 | 5:02.13 | 3:26.36 |
| 5      | Tom Charles       | USA  | 9:35.14    | 1:02.23 | 5:28.09 | 3:04.41 |
| 6      | Danny Banks       | USA  | 9:37.49    | 0:51.58 | 5:06.56 | 3:38.54 |
| 7      | Mike Pigg         | USA  | 9:38.10    | 0:57.52 | 5:23.12 | 3:17.06 |
| 8      | Klaus Barth       | FRG  | 9:43.09    | 0:55.20 | 5:19.33 | 3:28.15 |
| 9      | Steven Mudgett    | USA  | 9:46.27    | 1:01.53 | 5:26.03 | 3:18.31 |
| 10     | Michael Kirtley   | USA  | 9:47.22    | 1:02.27 | 5:40.23 | 3:04.31 |
| 11     | Gerhard Wachter   | FRG  | 9:50.54    | 0:58.16 | 5:25.36 | 3:27.01 |
| 12     | Mario Huys        | BEL  | 9:52.00    | 1:05.48 | 5:23.14 | 3:22.58 |
| 13     | Felix Madlener    | FRG  | 9:52.21    | 1:25.03 | 5:17.51 | 3:09.26 |
| 14     | Tony Richardson   | USA  | 9:52.56    | 0:55.13 | 5:34.06 | 3:23.36 |
| 15     | Greg Stewart      | AUS  | 9:53.23    | 1:05.47 | 5:22.59 | 3:24.36 |
| 16     | Marc Suprenant    | USA  | 9:55.45    | 0:53.52 | 5:33.59 | 3:27.54 |
| 17     | Ken Glah          | USA  | 9:57.16    | 0:59.08 | 5:28.50 | 3:29.17 |
| 18     | Carl Macuiba      | USA  | 9:58.12    | 1:04.14 | 5:31.41 | 3:22.16 |
| 19     | Jeff Storie       | USA  | 9:59.46    | 0:59.42 | 5:25.14 | 3:34.48 |
| 20     | Jeffrey Cuddeback | USA  | 10:00.22   | 0:53.18 | 5:30.58 | 3:36.05 |

## Vrouwen
| rang   | naam               | land | totaaltijd | zwemmen | fietsen | lopen   |
| ------ | ------------------ | ---- | ---------- | ------- | ------- | ------- |
| Goud   | Joanne Ernst       | USA  | 10:25.22   | 1:01.42 | 5:39.13 | 3:44.26 |
| Zilver | Elizabeth Bulman   | USA  | 10:26.55   | 1:01.11 | 6:01.16 | 3:24.27 |
| Brons  | Paula Newby-Fraser | RSA  | 10:31.04   | 0:59.38 | 5:54.26 | 3:36.59 |
| 4      | Nancy Harrison     | USA  | 10:36.36   | 1:21.04 | 5:40.38 | 3:34.54 |
| 5      | Sarah Springman    | GBR  | 10:47.35   | 1:06.49 | 5:45.41 | 3:55.04 |
| 6      | Kathleen McCartney | USA  | 10:48.41   | 1:16.54 | 5:48.35 | 3:43.11 |
| 7      | Bonnie Barton-Hill | USA  | 10:55.03   | 1:22.34 | 6:06.39 | 3:25.49 |
| 8      | Juliana Brening    | USA  | 10:55.04   | 0:57.51 | 5:50.56 | 4:06.16 |
| 9      | Janet Greenleaf    | USA  | 11:03.26   | 0:58.19 | 5:57.50 | 4:07.16 |
| 10     | Elizabeth Nelson   | USA  | 11:03.52   | 1:21.23 | 6:00.55 | 3:41.32 |
| 11     | Barbara Locke      | USA  | 11:05.48   | 0:58.07 | 6:15.17 | 3:52.23 |
| 12     | Carolina Heins     | CAN  | 11:06.38   | 1:01.21 | 6:03.44 | 4:01.32 |
| 13     | Heidi Christensen  | USA  | 11:10.34   | 0:58.01 | 5:56.01 | 4:16.30 |
| 14     | Lynne Huntington   | USA  | 11:12.41   | 1:11.29 | 6:23.40 | 3:37.31 |
| 15     | Robin Davis        | USA  | 11:14.47   | 1:14.03 | 6:06.33 | 3:54.10 |

1978 · 
1979 · 
1980 · 
1981 · 
1982 (feb.) · 
1982 (okt.) · 
1983 · 
1984 · 
1985 · 
1986 · 
1987 · 
1988 · 
1989 · 
1990 · 
1991 · 
1992 · 
1993 · 
1994 · 
1995 · 
1996 · 
1997 · 
1998 · 
1999 · 
2000 · 
2001 · 
2002 · 
2003 · 
2004 · 
2005 · 
2006 · 
2007 · 
2008 · 
2009 · 
2010 · 
2011 · 
2012 · 
2013 · 
2014 · 
2015 · 
2016 · 
2017 · 
2018 · 
2019